# Charaxes upembana
Charaxes upembana är en fjärilsart som beskrevs av Jacques Plantrou 1976. Charaxes upembana ingår i släktet Charaxes och familjen praktfjärilar. Inga underarter finns listade i Catalogue of Life.